# Biron (Dordogne)
Biron (okzitanisch Biront) ist ein südwestfranzösischer Ort und eine Gemeinde mit 146 Einwohnern (Stand 1. Januar 2022) im Département Dordogne in der Region Nouvelle-Aquitaine. Die Gemeinde besteht aus dem Hauptort sowie mehreren Weilern (hameaux) und Einzelgehöften (fermes). Der Hauptort ist als Grand Site de France klassifiziert.

## Lage und Klima
Die Gemeinde liegt auf einer ca. 200 m hohen Bergkuppe im Bergeracois im äußersten Süden des Périgord an der Grenze zum Agenais gut 47 Kilometer südöstlich von Bergerac bzw. knapp 92 Kilometer nordwestlich von Montauban. Das Klima ist gemäßigt; Regen (ca. 835 mm/Jahr) fällt übers Jahr verteilt.

## Bevölkerungsentwicklung
| Jahr      | 1800 | 1851 | 1901 | 1954 | 1999 | 2015 |
| Einwohner | 298  | 568  | 312  | 129  | 140  | 191  |

Der kontinuierliche Bevölkerungsrückgang seit der zweiten Hälfte des 20. Jahrhunderts ist im Wesentlichen auf die Reblauskrise im Weinbau sowie auf die Mechanisierung der Landwirtschaft und die Schließung von bäuerlichen Kleinbetrieben zurückzuführen. Der erneute Bevölkerungsanstieg zu Beginn des 21. Jahrhunderts ist auf die große touristische Bedeutung des Ortes zurückzuführen.

## Wirtschaft
Die Region war schon immer landwirtschaftlich orientiert; die Bewohner lebten bis weit ins 20. Jahrhundert hinein vorwiegend als Selbstversorger. Der Weinbau spielt wieder eine bedeutende Rolle im Wirtschaftsleben der Gemeinde, in der viele leerstehende Häuser als Ferienwohnungen (gîtes) vermietet werden.

## Geschichte
Der Burgberg war wohl schon vor dem 12. Jahrhundert befestigt; der im Jahr 1115 erstmals urkundlich erwähnte Ortsname lautete Birontium.  Im Hundertjährigen Krieg (1337–1453) war die Region zwischen Engländern und Franzosen umkämpft. In der zweiten Hälfte des 16. Jahrhunderts schlossen sich die Barone von Biron dem Protestantismus an; daraufhin wurden der Ort und seine Umgebung in die sich über Jahrzehnte hinziehenden Hugenottenkriege (1562–1598) verwickelt.

## Sehenswürdigkeiten

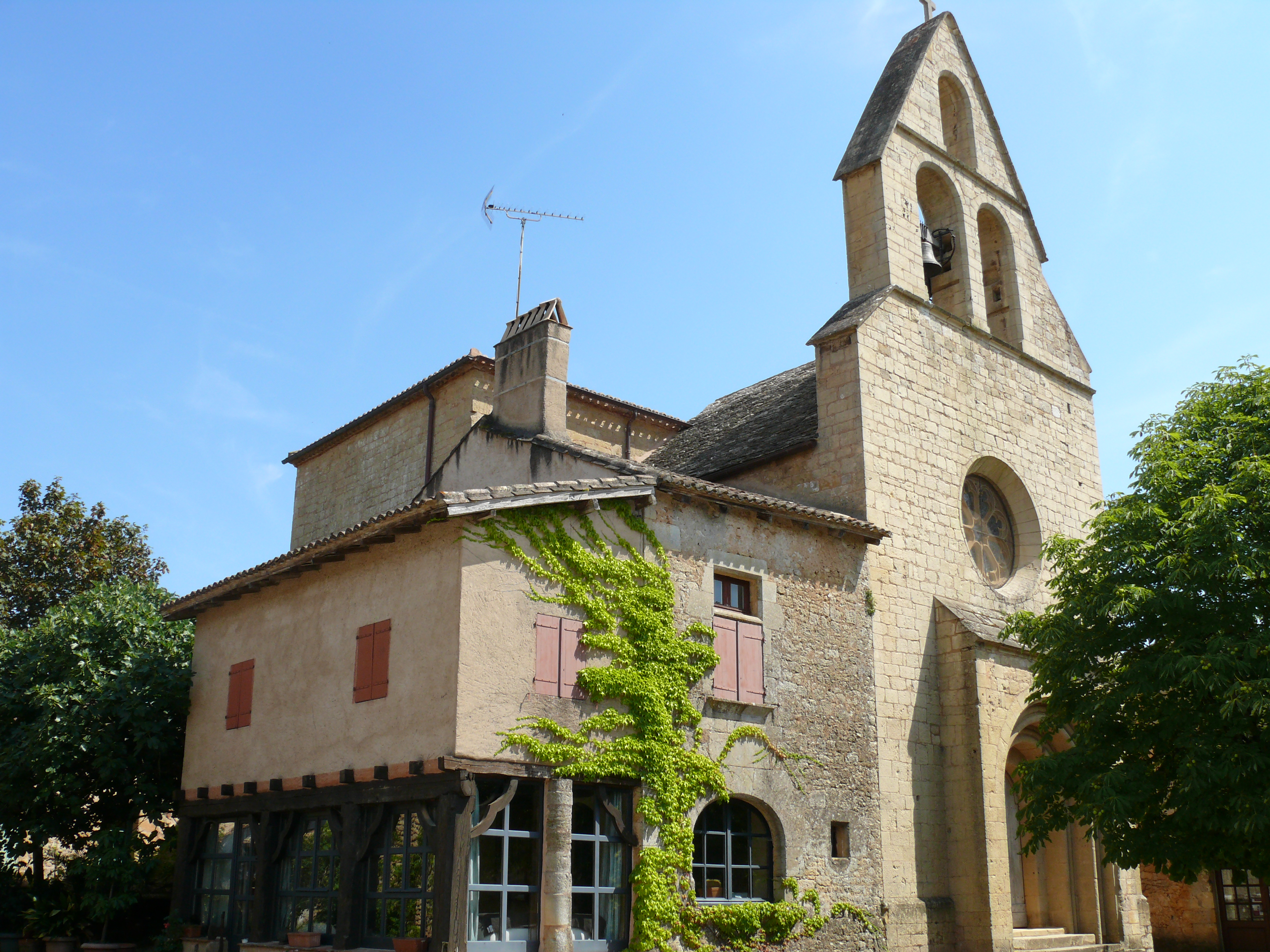
Église Notre-Dame-du-Bourg

### Château de Biron
Das den Ort überragende Château de Biron ist seit dem Jahr 1928 als Monument historique anerkannt.

### Sonstige
- Die Église Notre-Dame-du-Bourg entstand im 12./13. Jahrhundert. Die Fassade mit ihrem Glockengiebel (clocher mur) wurde im 16. Jahrhundert überarbeitet. Das Bauwerk ist seit dem Jahr 1961 als Monument historique anerkannt.[3]
- Die Umwandlung des teilweise zerstörten Kriegerdenkmals aus dem Jahr 1922 in ein Monument vivant stammt vom deutschen Bildhauer Jochen Gerz (1996).